# NGC 4696C
NGC 4696C is een spiraalvormig sterrenstelsel in het sterrenbeeld Centaur. Het hemelobject werd op 7 mei 1826 ontdekt door de Schotse astronoom James Dunlop.

## Synoniemen
- ESO 322-87
- MCG -7-26-48
- DRCG 56-67
- DCL 222
- PGC 43218